# إبيريسون
إبيريسون (بالإنجليزية: Eperisone) هو دواء مرخي للعضل ومضاد للتشنج، يساعد على ارتخاء العضلات الهيكلية والعضلات الملساء الوعائية، مما بحسن من تدقف الدورة الدموية فيها وتقليل الألم المصاحب لتشنج.

## آلية العمل
يعمل كمرخي عضلي مركزي للعضلات الهيكلية ويعمل على تحسين الأعراض التأترية myotonic.

## الاستخدام
يعطى بحالة التشنج العضلي فمويا 3 مرات باليوم بجرعة 50ملغ.
يجب أن يؤخذ مع الطعام. لذلك يؤخذ بعد الوجبات.
يستخدم في حالة:
- الشلل التشنجي في حالات مثل أمراض الأوعية الدماغية.
- الشلل التشنجي الشوكي.
- سرطان عنق الرحم.
- عقابيل ما بعد الجراحة (بما في ذلك من الورم النخاعي).
- عقابيل لصدمة (مثل الصدمات الشوكي أو إصابة في الرأس).
- التصلب الجانبي الضموري
- الشلل الدماغي
- الضمور المخيخي
- أمراض الأوعية الدموية في العمود الفقري وغيرها من الاعتلالات الدماغية encephalomyelopathies
- متلازمة عنق الرحم، التهاب حوائط المفصل من الكتف، وألم الظهر.

## تحذيرات خاصة
يسبب اختلال كلوي. قد تضعف القدرة على القيادة وتشغيل الآلات.

## الآثار الجانبية
- الضعف.
- الدوار.
- الأرق.
- النعاس.
- خدر أو رجفان في الأطراف.
- فشل الكبد أوالفشل الكلوي.
- التغيرات في القيم الدموية.
- الطفح الجلدي.
- الحكة.
- اضطرابات الجهاز الهضمي.
- الاضطرابات البولية.
- نادرا ما يحدث صدمة.

## التداخلات الدوائية
تجنب الاستخدام المتزامن مع تولبيريسوون هيدروكلورايد وميثوكاربامول.

## التخزين
يخزن بدرجة حرارة 15-30 درجة مئوية.

## المصدر
http://www.mims.com/USA/drug/info/eperisone/?type=full&mtype=generic